# Hoquei Club Sant Just
El Hoquei Club Sant Just conocido como Sernergy Renovables Sant Just por motivos de patrocinio, es un club español de hockey sobre patines, de la ciudad de Sant Just Desvern, en la provincia de Barcelona. Fue fundado en 1959 y milita en la OK Liga. 

## Historia
Pese a que la fundación oficial del club se produjo en 1959, con anterioridad a ello, un grupo de amigos empezó a disputar partidos de hockey sobre patines en la ciudad en las décadas de los 1940 y 1950. En las décadas de 1970 y 1980 el club llegó a disputar la Primera División Nacional, segunda máxima categoría a nivel estatal.
En la temporada 2018-19 gana la Liga Nacional Catalana y asciende a la segunda categoría estatal, la OK Liga Plata. En la temporada 2021-22 el equipo se proclama campeón de la primera edición de la Liga Catalana Plata, en un final disputada en Alpicat, ante el CE Arenys de Munt por 5-0.
En la temporada 2022-23 consigue, por primera vez en su historia, el ascenso a la máxima categoría estatal, la OK Liga, tras superar en el play-off de promoción al Club Patí Manlleu.
En su año de debut en la máxima categoría, consigue clasificarse para disputar la Copa del Rey de Hockey Patines 2024, superando al PAS Alcoy en cuartos de final (5-4) y al Club Patí Calafell en semifinales (3-1) y perdiendo la final ante el FC Barcelona (6-0).

## Palmarés
- 1 Liga catalana Plata: 2021-22